# La conspiració
La conspiració (títol original en anglès: The Conspirator) és un drama històric de 2010 dirigit per Robert Redford i protagonitzat per Robin Wright i James McAvoy. La pel·lícula explica la vertadera història de Mary Surratt, l'única dona jutjada per l'assassinat d'Abraham Lincoln i la primera a ser executada pel govern federal dels Estats Units.
La cinta es va estrenar l'11 de setembre de 2010 al Festival Internacional de Cinema de Toronto. En català es va estrenar a TV3 el 22 d'agost de 2015.

## Argument
Washington DC, 1865: Abraham Lincoln és assassinat per l'actor John Wilkes Booth durant una vetllada teatral davant de desenes de persones i aquella mateixa nit el Vicepresident Johnson i el Secretari d'Estat William H. Seward són també atacats per rebels confederats. La Unió demana venjança pel seu president mort i el Secretari de Defensa Stanton hi dona resposta dirigint una recerca insaciable dels responsables d'aquesta conspiració. Dies més tard, set homes i una dona són detinguts per les tropes unionistes i es convoca un Tribunal Militar per jutjar-los. El veredicte ha de ser senzill, la culpabilitat. Això no obstant, el jove advocat de Mary Surratt, Frederik Aiken, es veu incapaç de trobar proves que inculpin la seva acusada. Així, Aike, considerat un autèntic heroi ianqui, descobrirà que Surratt pot ser innocent i que els ideals i la Constitució que ell tan fermament havia defensat poden ser ignorats per un govern que l'únic que desitja és donar exemple.

## Repartiment
| Intèrpret        | Personatge       | Veu en català       |
| ---------------- | ---------------- | ------------------- |
| Robin Wright     | Mary Surratt     | Núria Mediavilla    |
| James McAvoy     | Frederick Aiken  | Manel Gimeno        |
| Kevin Kline      | Edwin Stanton    | Jordi Boixaderas    |
| Tom Wilkinson    | Reverdy Johnson  | Jordi Royo          |
| Evan Rachel Wood | Anna Surrat      | Isabel Valls        |
| Justin Long      | Nicholas Baker   | Roger Pera          |
| Danny Huston     | Joseph Holt      | Joan Carles Gustems |
| James Badge Dale | William Hamilton | Daniel Albiac       |
| Colm Meaney      | David Hunter     | Jaume Comas         |
| Alexis Bledel    | Sarah Weston     | Roser Vilches       |

## Producció
El rodatge de la pel·lícula va començar l'octubre de 2009 a Savannah (Georgia) i va acabar el desembre d'aquell mateix any.
La casa d'hostes de Mary Surratt encara es manté dempeus al Carrer 604 H Street NW de Washington, D.C.. També la seva granja situada a Clinton (Maryland) s'ha conservat i és ara un museu. De fet, el poble de Clinton s'havia anomenat prèviament Surrattsville. Però, tenint en compte la notorietat d'aquest nom se li va canviar per Robeysville i el 1879 es va canviar de nom a Clinton.